# Landshut
Landshut (pronunciación en alemán: /ˈlant͡shuːt/ⓘ) es una ciudad del estado alemán de Baviera, a orillas del río Isar. Es la capital de la Baja Baviera, una de las siete regiones administrativas en las que se divide el estado bávaro. En 2019 contaba con algo más de 72 400 habitantes, lo que la convierte en la segunda mayor ciudad del este de Baviera, después de Ratisbona.
Debido a su característico escudo de armas, en ocasiones esta ciudad es llamada como "La ciudad de los tres cascos" (en alemán: Dreihelmestadt). La ciudad goza de una importancia nacional debido a su arquitectura gótica, como el  Castillo de Trausnitz, o la Iglesia de San Martín considerada como la torre de ladrillo más alta del mundo. Por otro lado, cada cuatro años tiene lugar la celebración de la Landshuter Hochzeit o "La boda de Landshut", una fiesta medieval que conmemora la unión entre Jorge el Rico, duque de Baviera y Eduviges Jagellón en 1475.

## Historia
En 1800 para escapar del dominio francés, el rey Maximiliano I trasladó la Universidad de Ingolstadt a Landshut. Desde 1802 la universidad comenzó a portar el nombre de este monarca. Finalmente la institución fue trasladada en 1826 a la capital bávara por lo que desde entonces se conoce como Universidad de Múnich.
Batalla de Landshut

## Política
Roman Herzog, el político cristiano-demócrata (CDU) nacido en esta ciudad fue presidente de Alemania desde 1994 hasta 1999.

## Cultura

### Eventos
La boda de Landshut
Después de que la boda fuera representada por primera vez por 145 colaboradores, el desfile ha madurado hasta ahora como recreación histórica en la cual se incorpora una gran parte de la ciudadanía. Otrora anualmente, hoy en día se escenifica el laborioso evento cada cuatro años. Entre tanto, más de 2000 colaboradores toman parte en los más distintos estados de la sociedad con trajes históricos.

### Edificios representativos
Iglesia de San Martín de Landshut
Castillo de Trausnitz
El castillo se encuentra en la cima de un cerro que domina la ciudad de Landshut. Finalizado en el siglo XVI, tenía el mismo nombre que la ciudad, Burg Landshut, que se traduce en "protector de la tierra". El castillo se construyó en 1204 por orden de Luis I, Duque de Baviera para la proteger la ciudad y el territorio circundante. Su construcción estaba ya había terminado cuando lo visitó en 1235 el emperador Federico II. Las dimensiones actuales del castillo son las mismas que las originales del siglo XIII.
Durante la primera mitad del siglo XIII Trausnitz representaba no sólo el centro de la política imperial, sino también el centro de la cultura de los Staufer. En aquel periodo visitaron Landshut numerosos famosos menestrellos y minnesänger, entre los que cabe destacar a Walther von der Vogelweide y a Tannhäuser. El mecenazgo de arte de los duques de Baviera era tan dispendioso que mandaron a un escultor a Estrasburgo para crear joyas para una escultura que se encuentra ahora en la Burgkapelle, la "Capilla palatina".
El duque Jorge el Rico renovó y amplió los edificios del castillo durante el siglo XV. El Dürnitz (Sala de los Caballeros) se construyó en este periodo. También se erigieron los muros del anillo exterior y se aumentaron las torres defensivas.
En 1516 el duque Luis X de Baviera reestructuró y mandó construir el castillo según el estilo renacentista de la Alemania meridional, transformando el interior en un palacio residencial. Todavía hoy quedan los pórticos del patio, creados entre 1568 y 1578 por Friedrich Sustris para el príncipe heredero Guillermo V de Baviera. Asimismo se adquirieron entonces muchos cuadros de estilo florentino, aunque la mayor parte de estos se perdieron a causa de varios incendios. Más tarde, el príncipe Fernando María (1675-1679) emprendió la restauración de las pinturas quemadas y arregló las habitaciones con otras obras. (En 1536, el mismo Luis X de Baviera mandó construir una nueva residencia de Landshut situada en la parte baja de la ciudad, próxima al río Isar).
En el curso del siglo XVIII, el palacio se utilizó como cuartel y prisión para los detenidos de alto rango. Al inicio del siglo XIX sirvió como hospital.
Entre 1869 y 1873 el rey Luis II de Baviera (creador del castillo de Neuschwanstein en Füssen) se encargó de la decoración de un nuevo y  espléndido apartamento privado situado en el segundo piso del ala del príncipe.

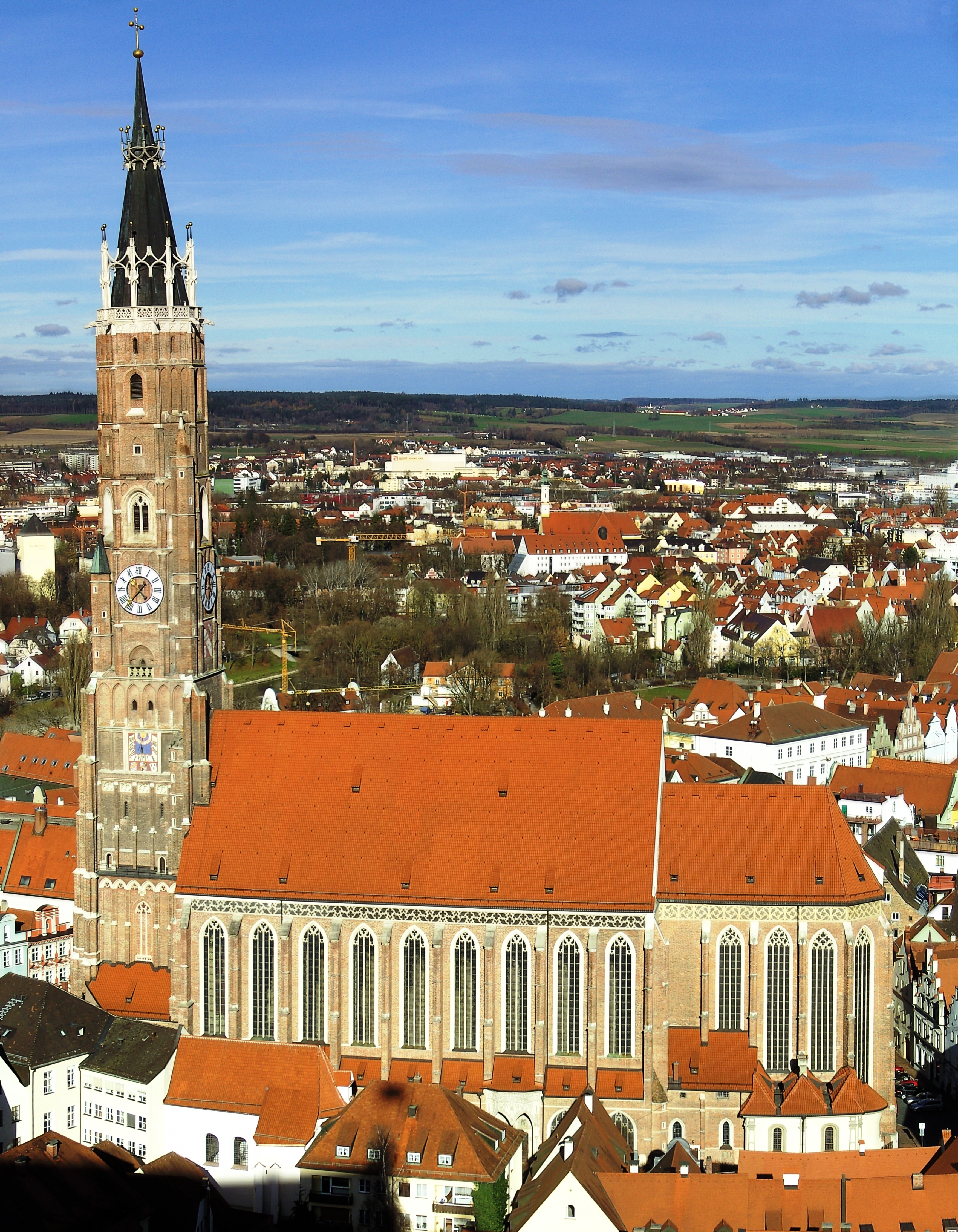
Iglesia de San Martín de Landshut

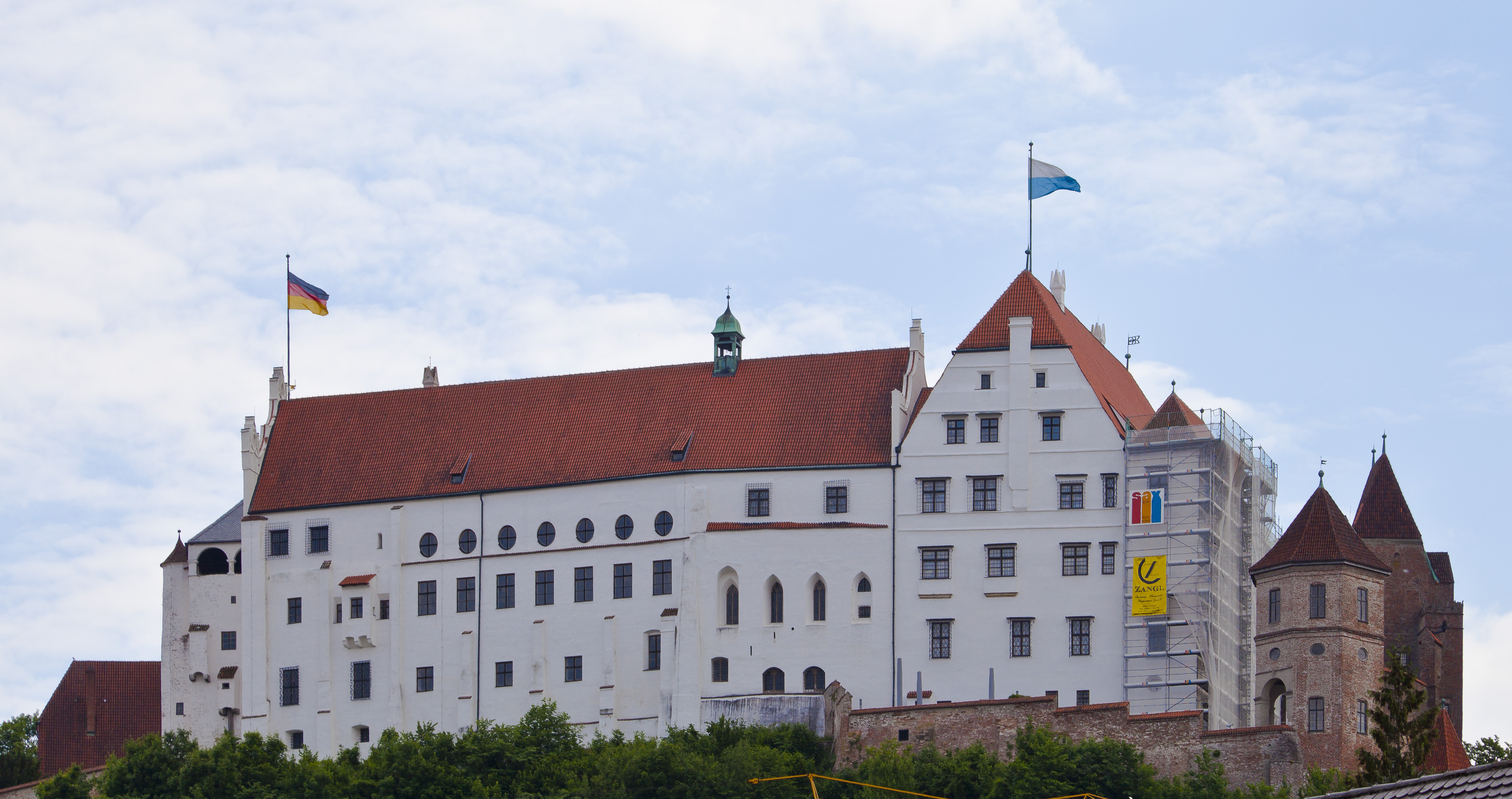
Castillo de Trausnitz.

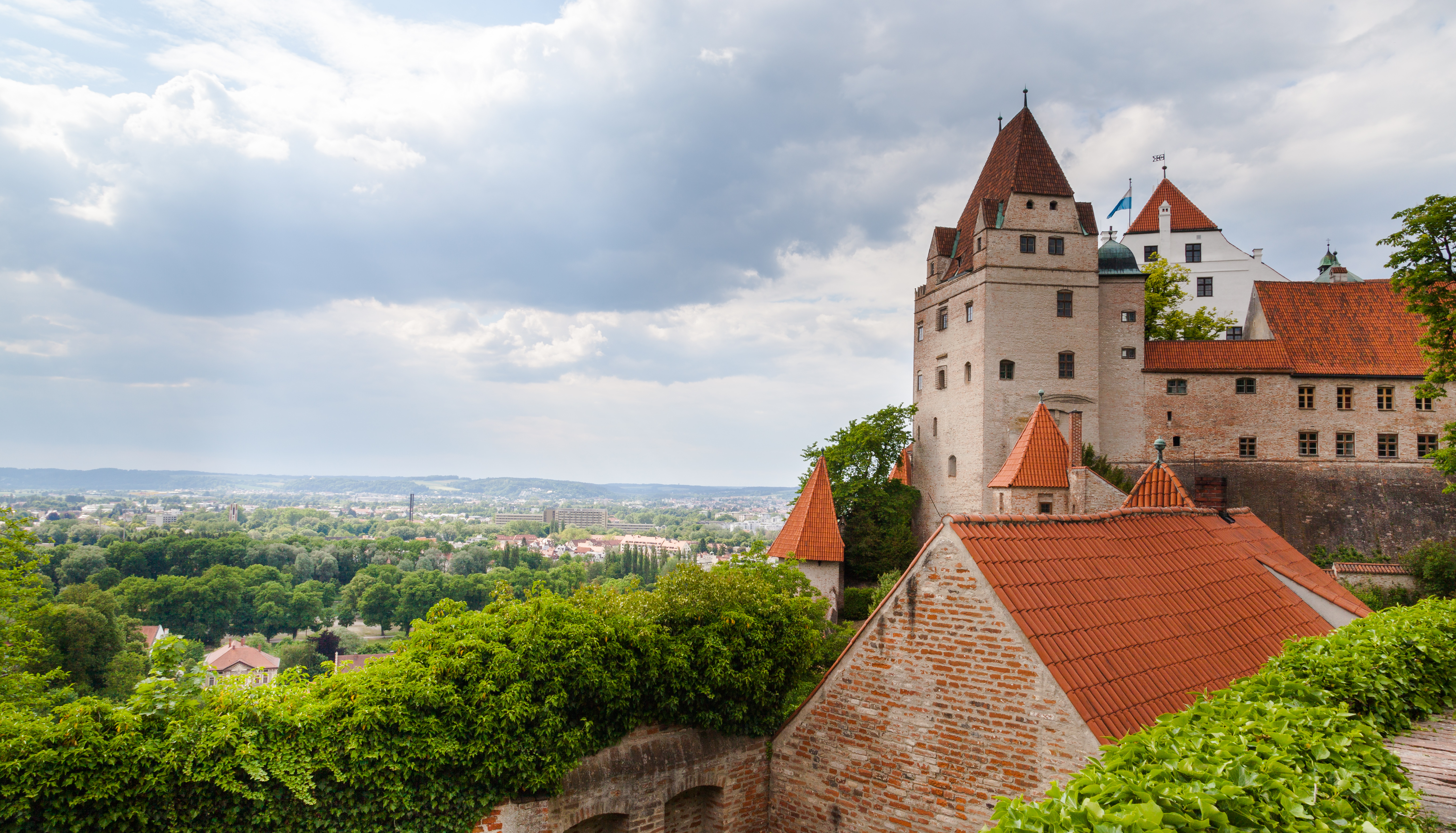
Vista parcial del castillo

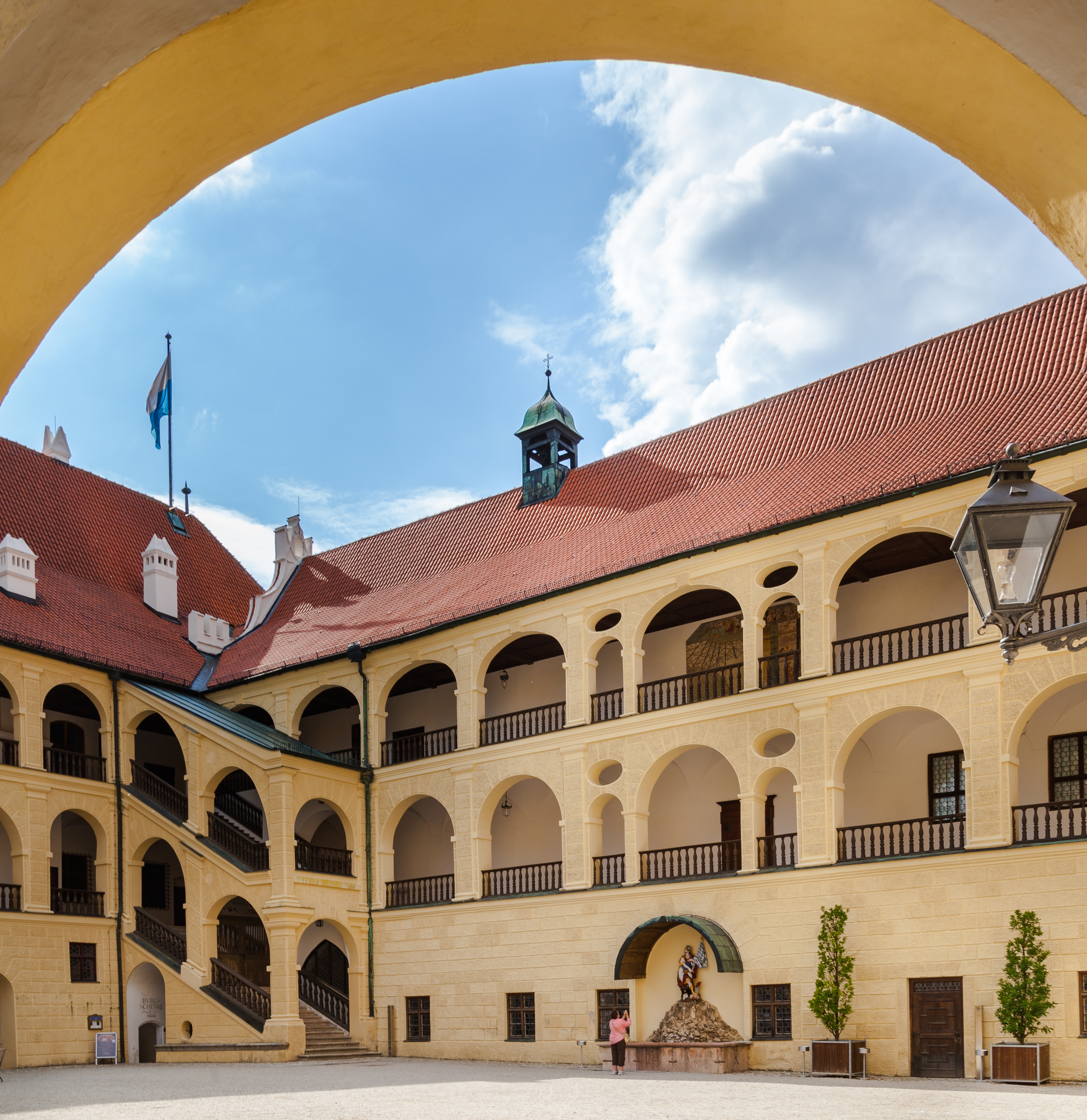
Patio del castillo.

- residencia de Landshut (1536-1543), palacio renacentista mandado construir en 1536 por Luis X, duque de Baviera (r. 1516-1545) para ser su residencia en la ciudad.  Landshut  había sido capital de Baviera-Landshut, una de las escisiones del ducado de Baviera, entonces recientemente reunificado en Baviera-Múnich por Alberto IV «el Sabio» (r. 1505-1508) tras la guerra de sucesión de Landshut.

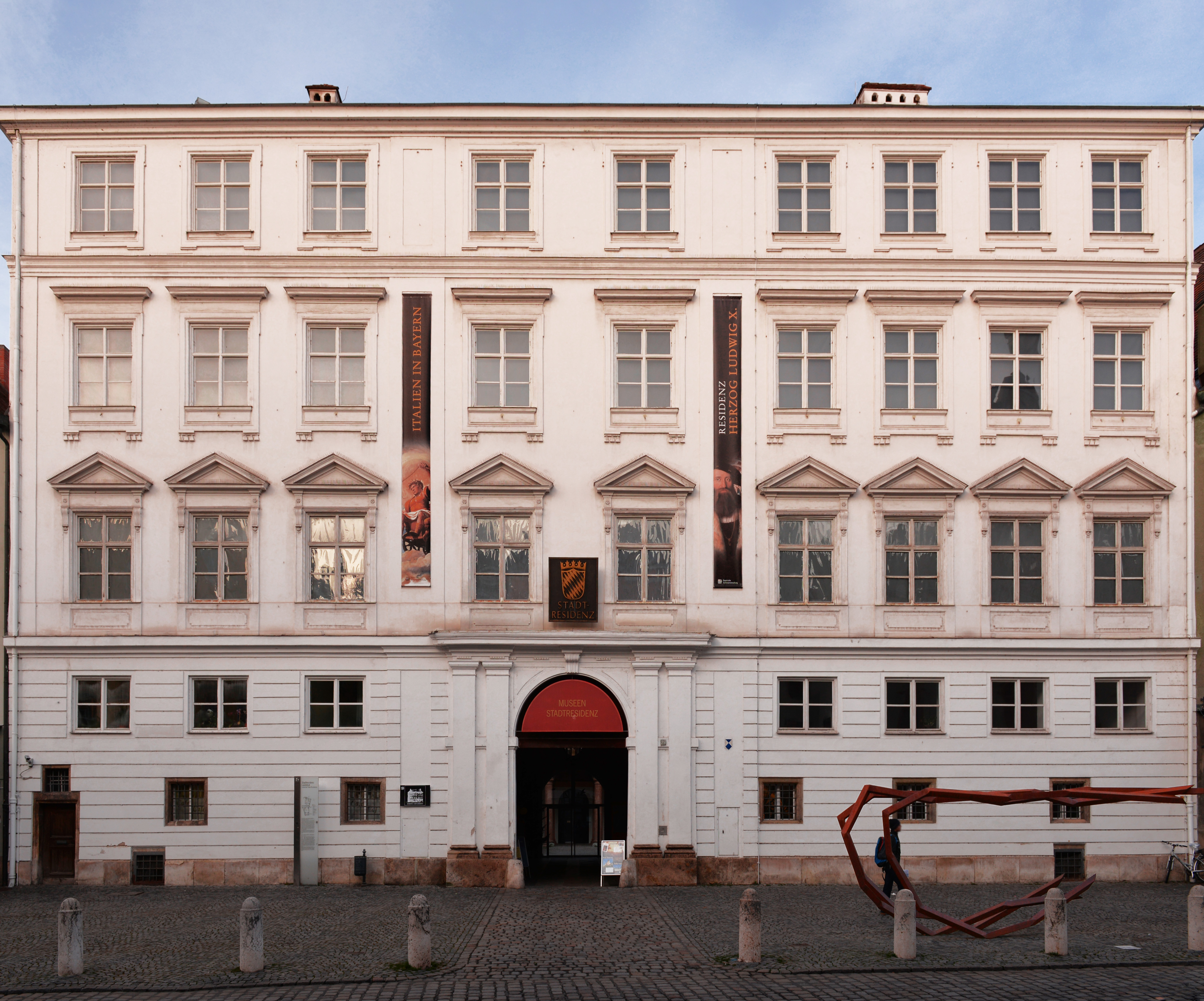
Residencia de Landshut, el edificio alemán

## Galería de imágenes

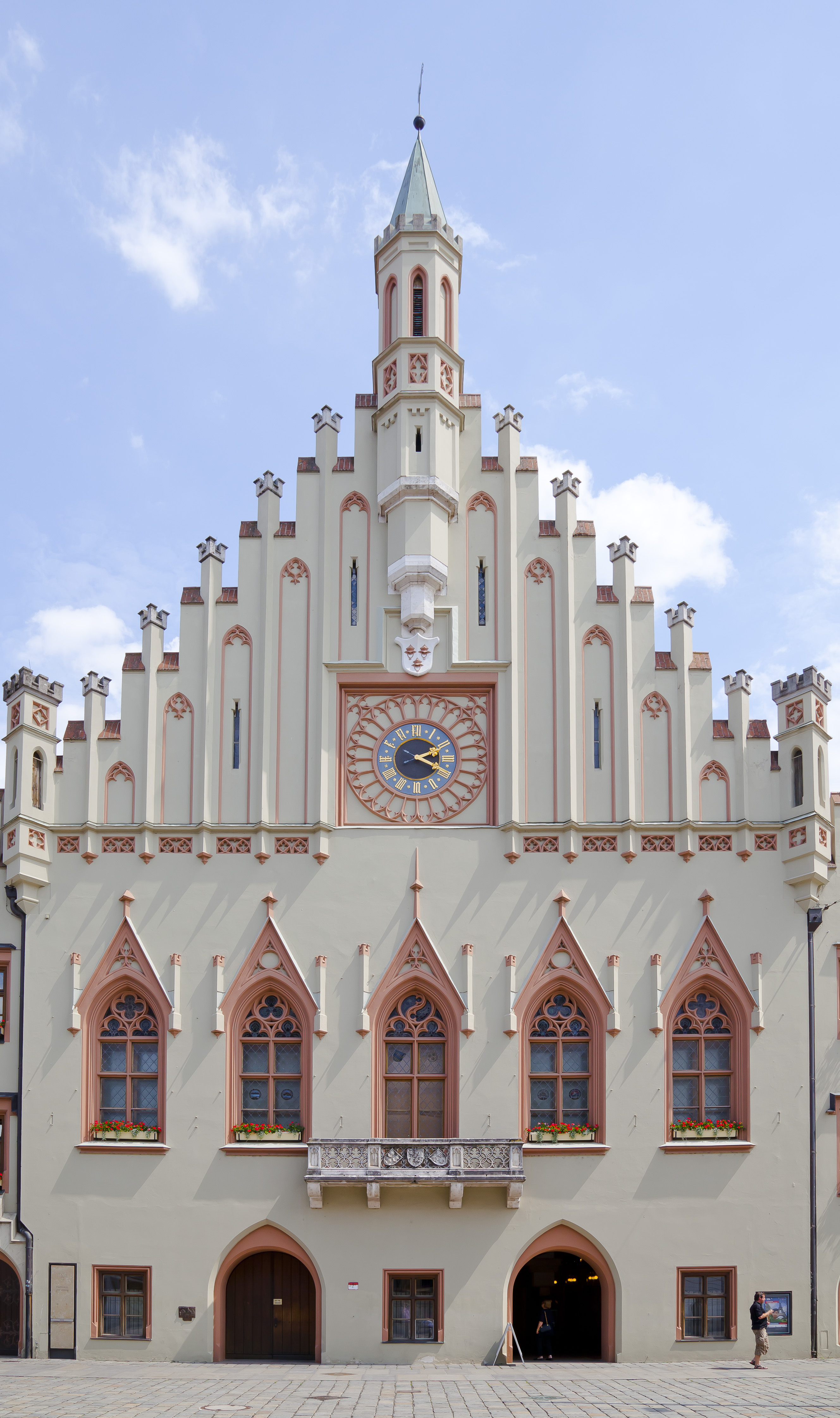
Ayuntamiento.
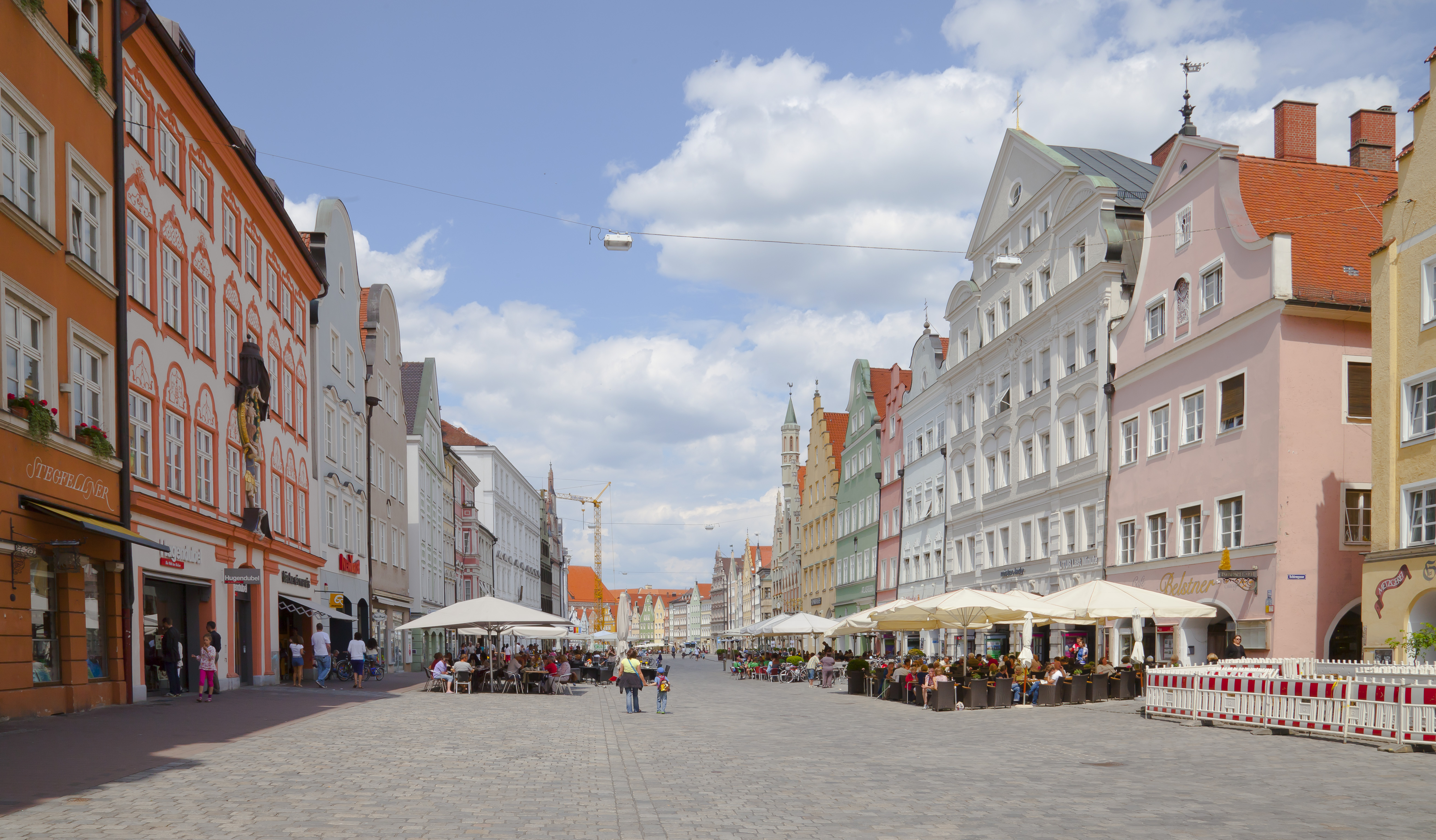
Vista de la calle Altstadt.
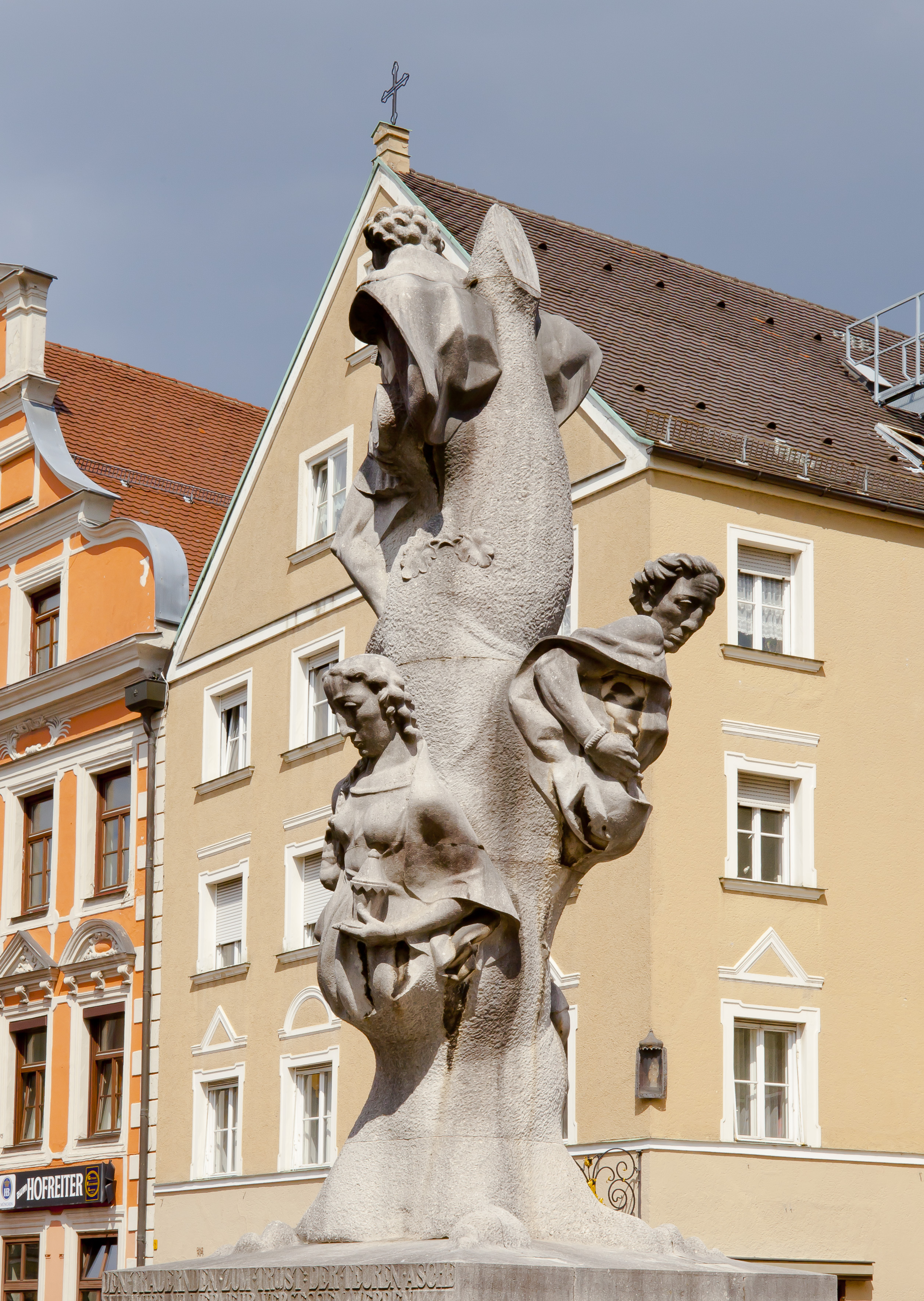
Estatua en la calle Neustadt.
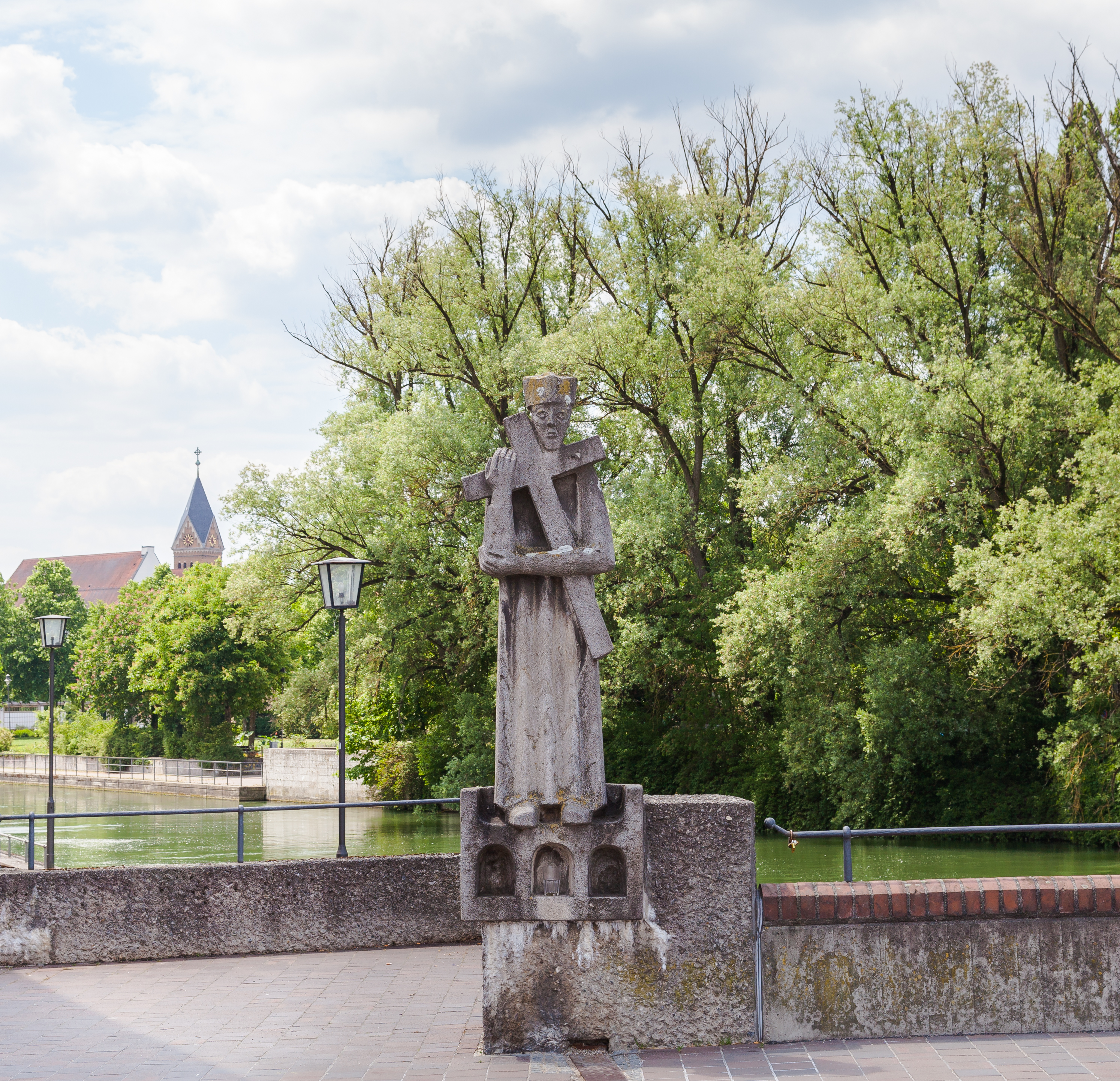
Estatua de San Juan Nepomuceno.
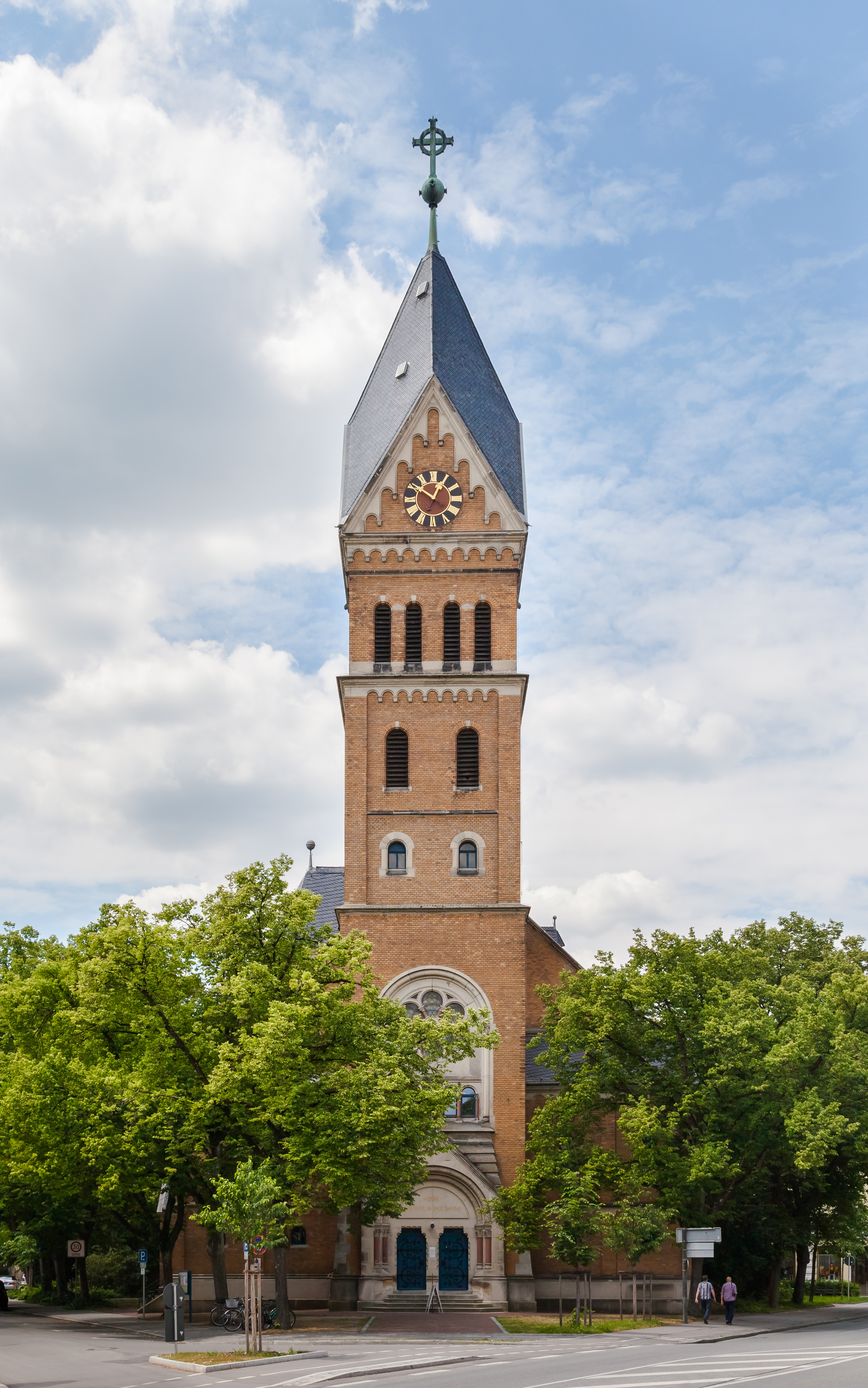
Iglesia de la Redención.
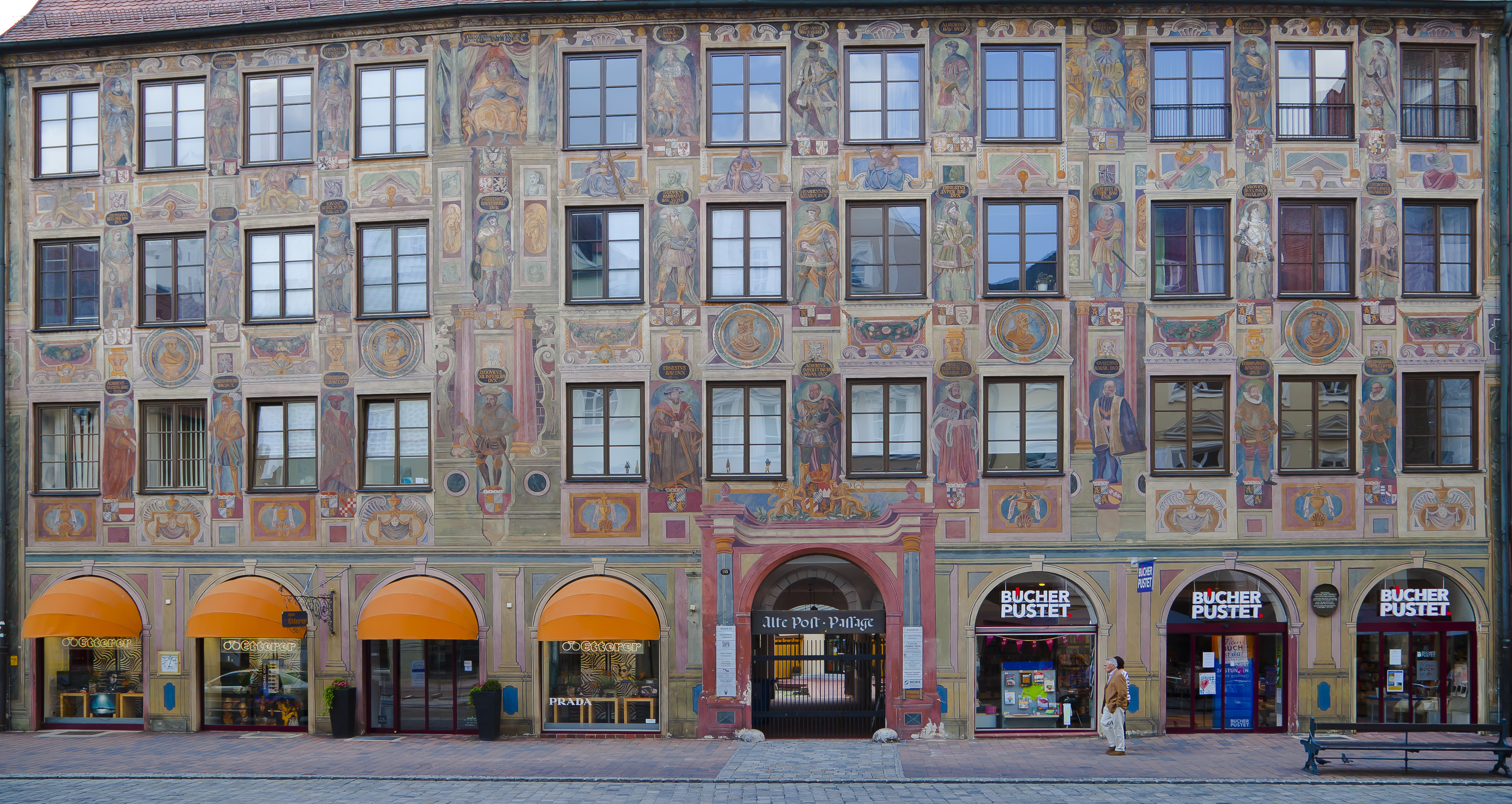
Landschaftshaus.
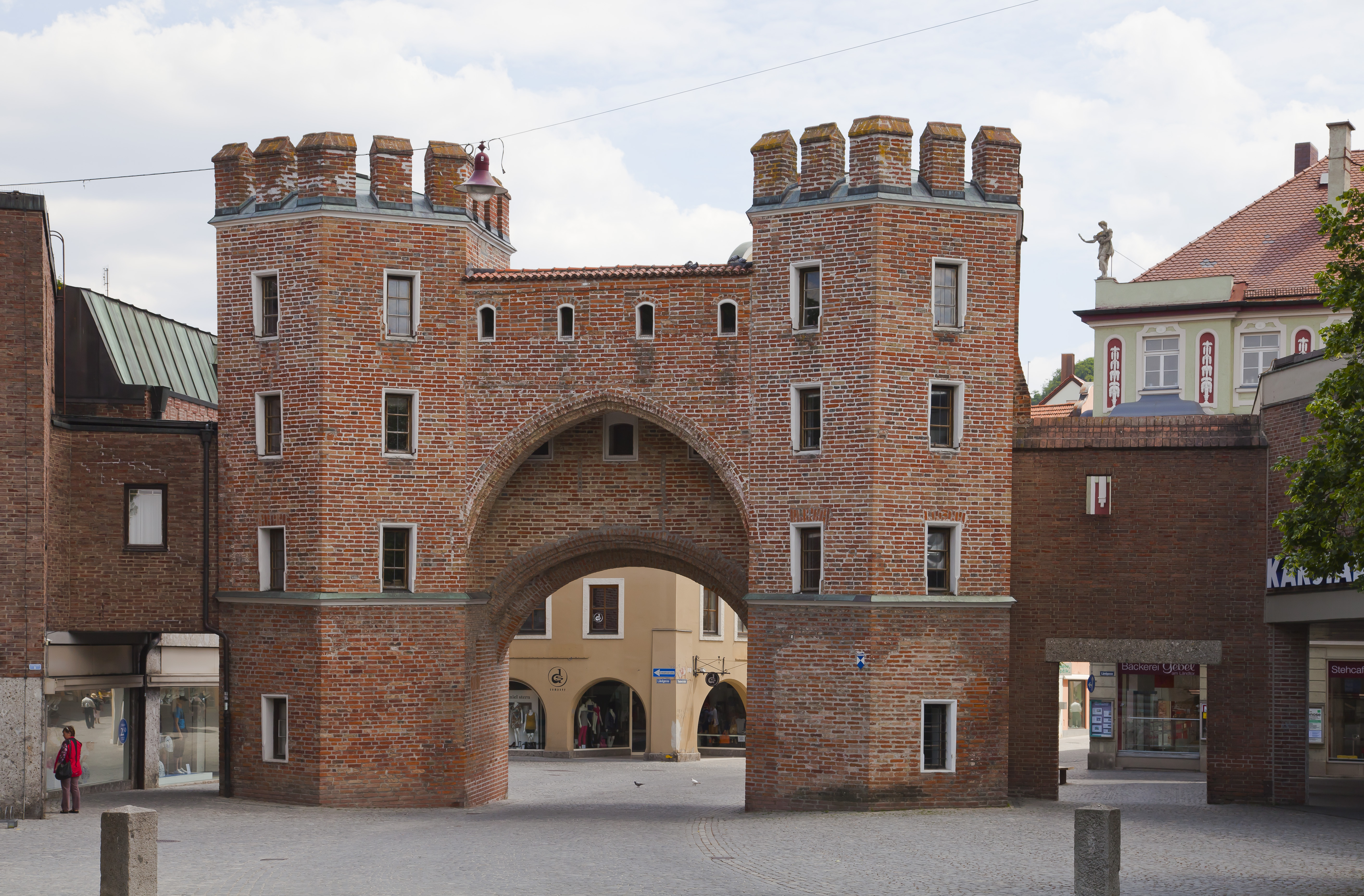
Ländtor.
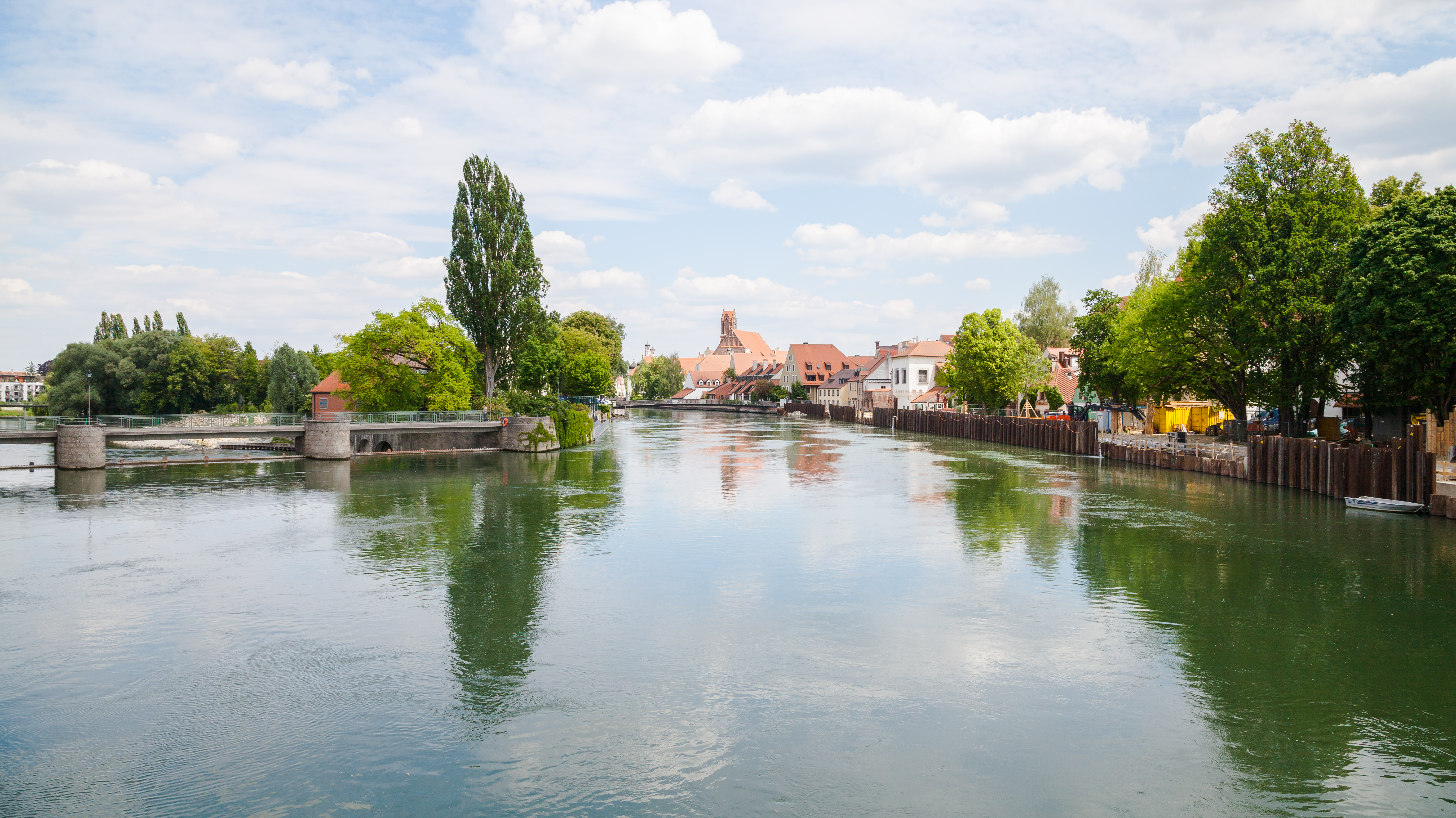
El río Isar a su paso por Landshut.